# Kedungsari (Pengasih)
Kedungsari is een bestuurslaag in het regentschap Kulon Progo van de provincie Jogjakarta, Indonesië. Kedungsari telt 4058 inwoners (volkstelling 2010).